# Amayuelas de Abajo

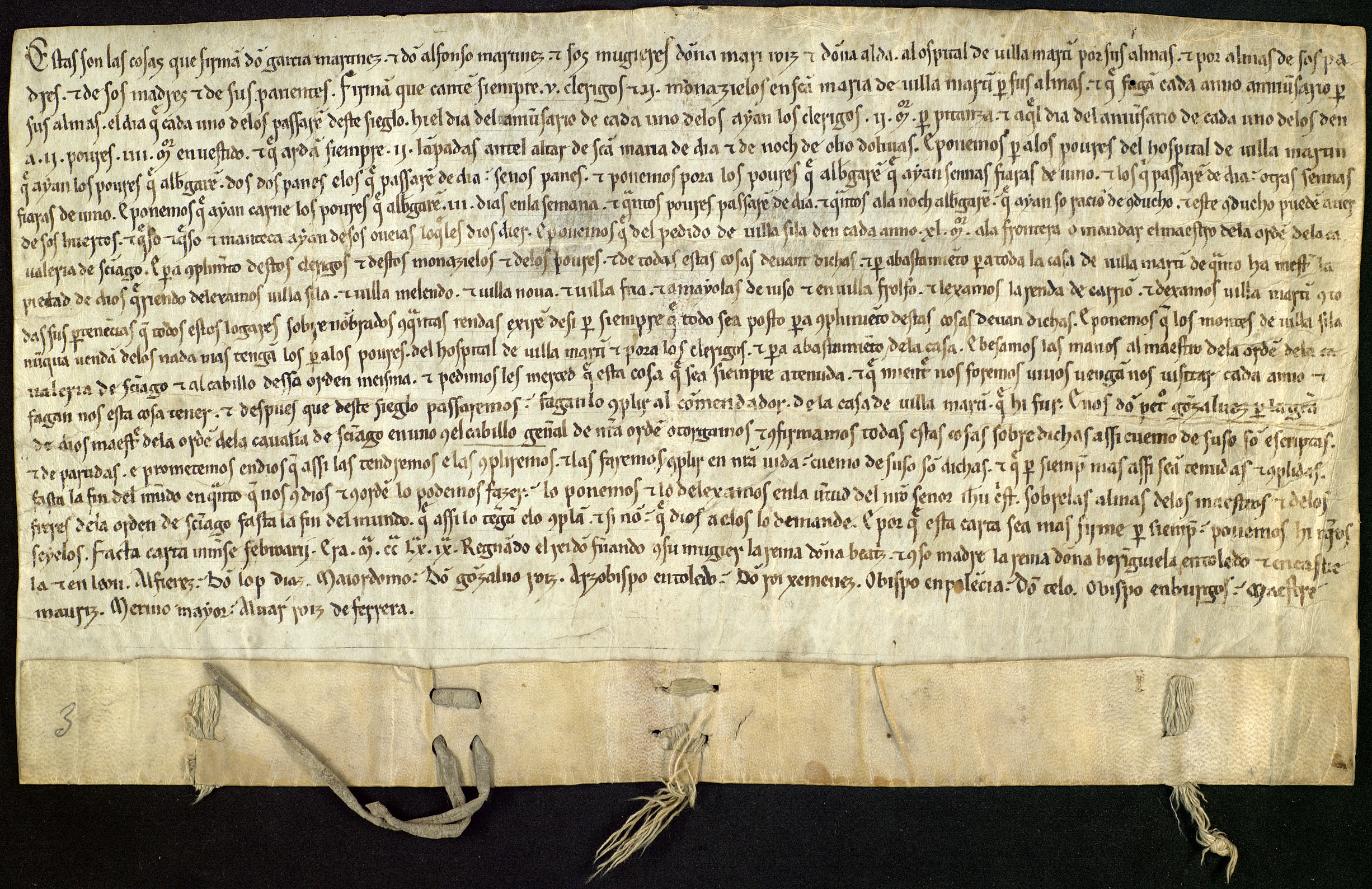
Aniversario fundado por los hermanos Martínez y sus esposas, entregando como compensación sus propiedades en Villasila, Villamelendro, Villanueva, Villafría, Amayuelas de Abajo y Villafolfo

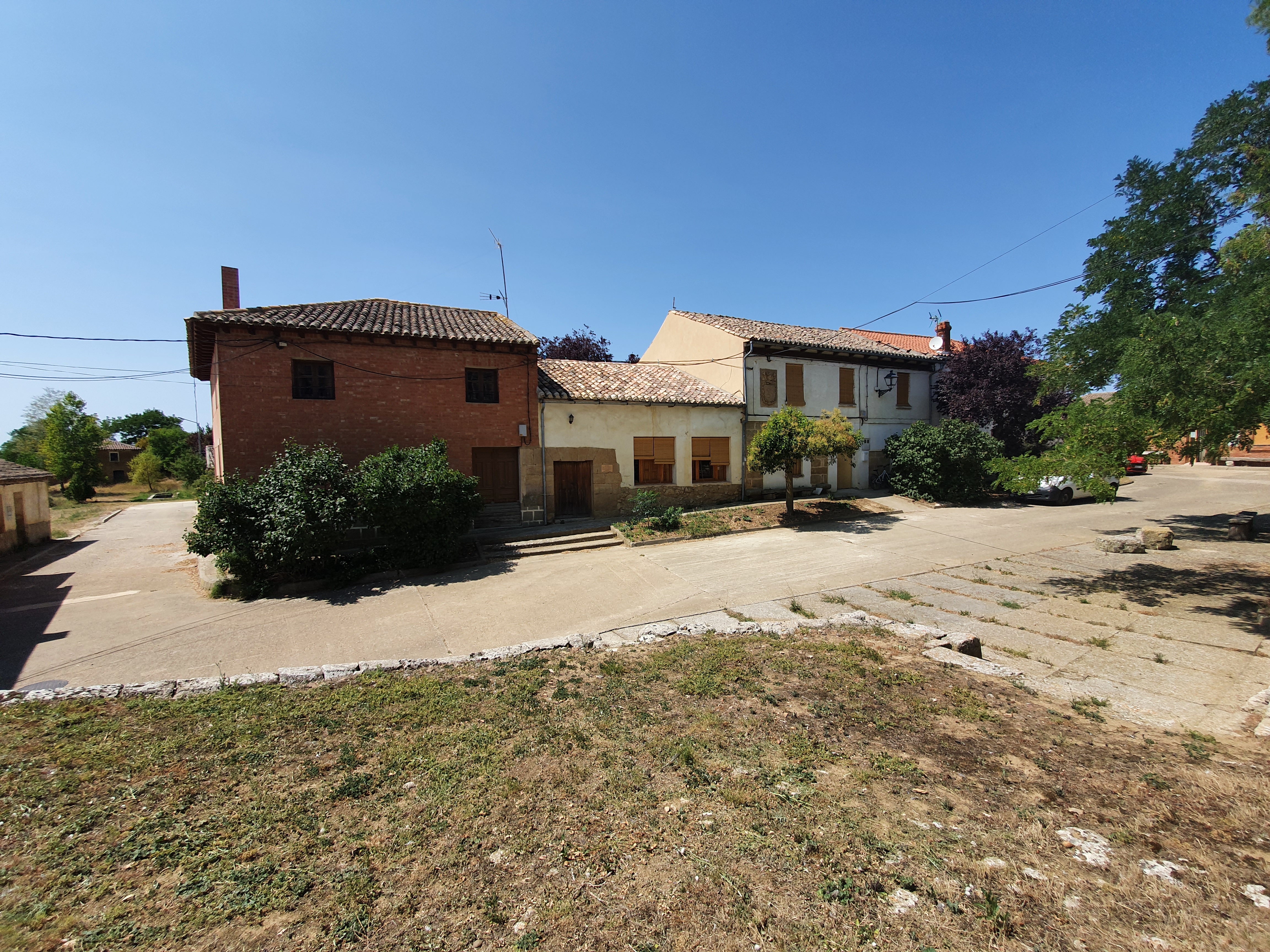
Vista de Amayuelas de Abajo.

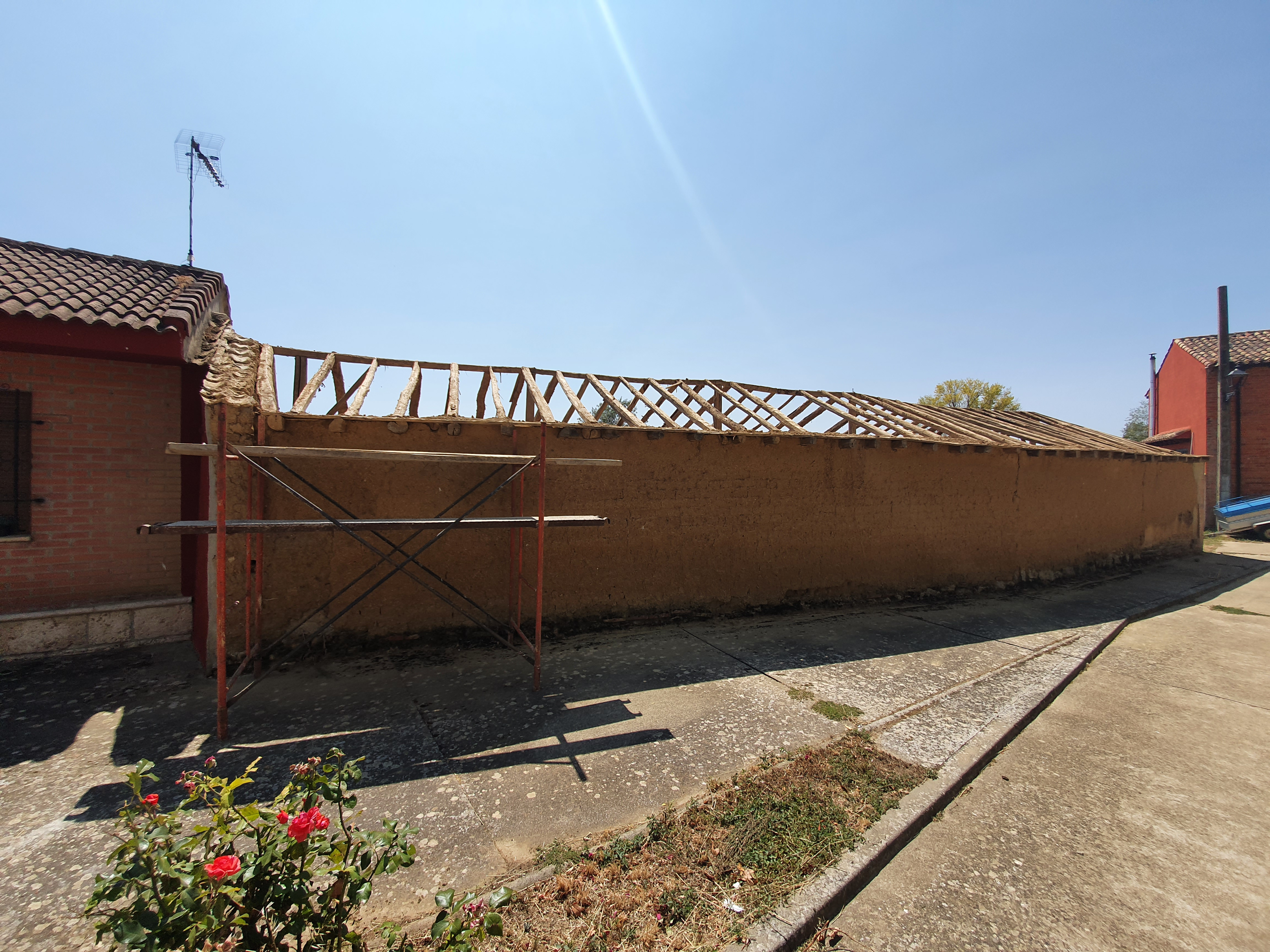
Construcción de un tejado en Amayuelas de Abajo.

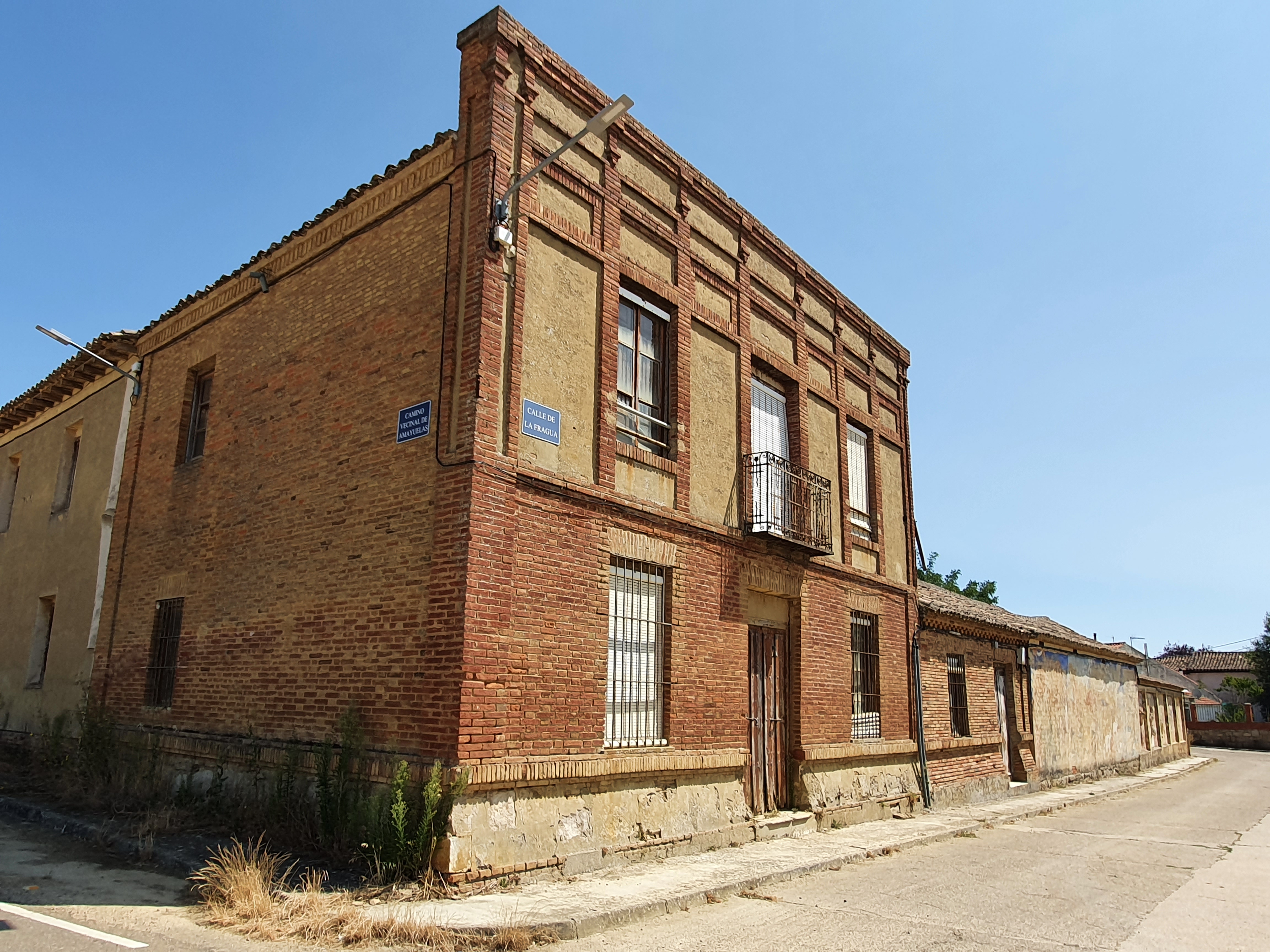
Calle la Fragua.

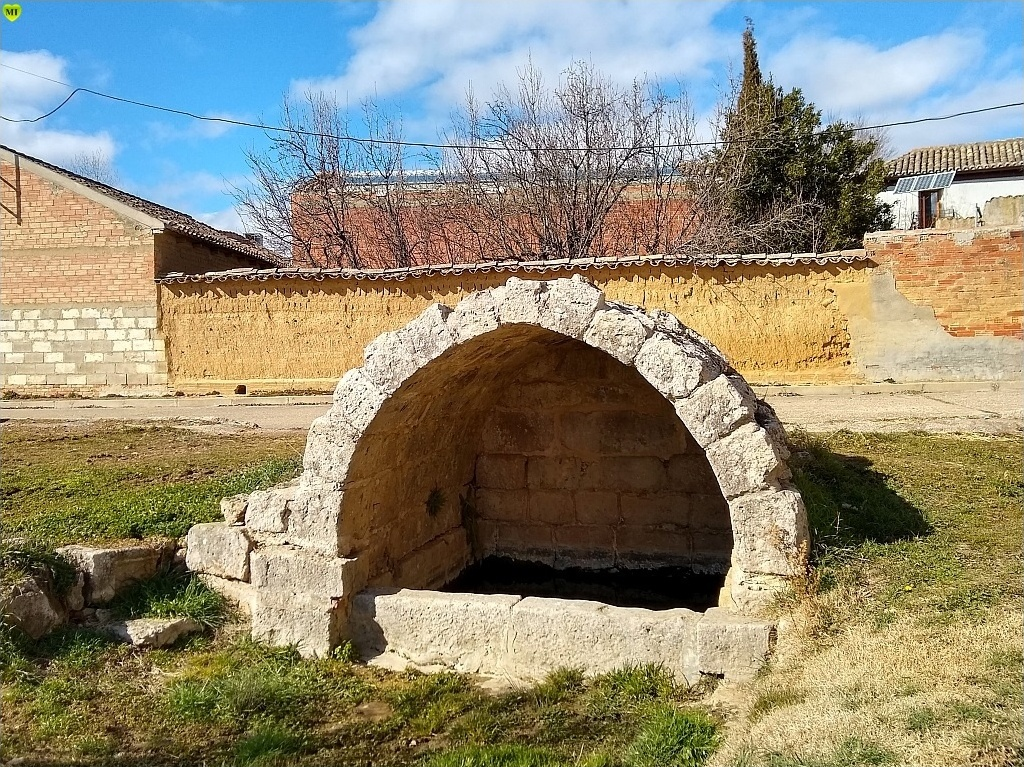
Fuente romana

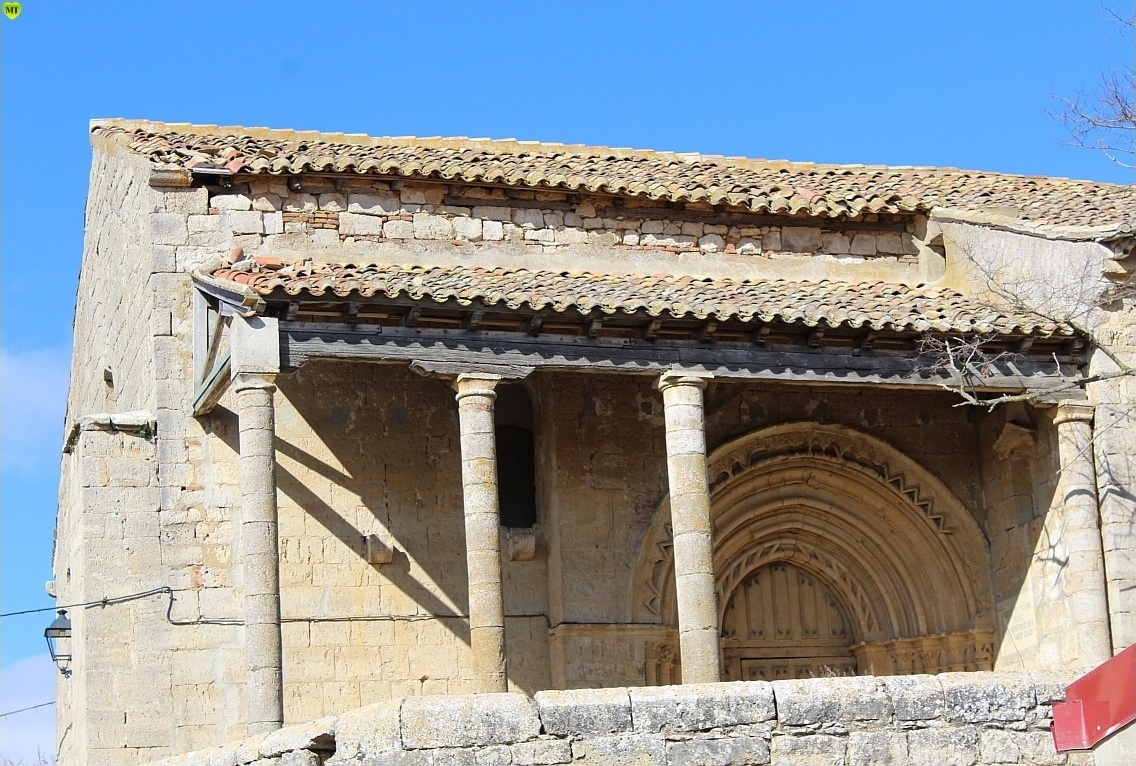
Iglesia. Portada

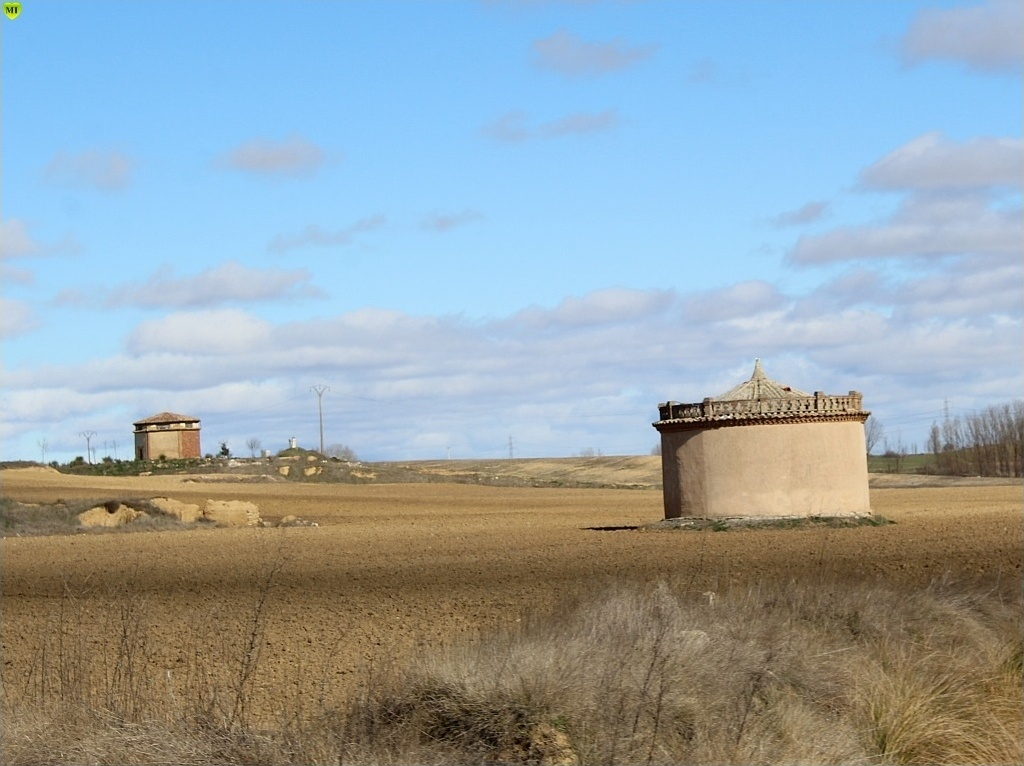
Palomares

Amayuelas de Abajo es una localidad de la provincia de Palencia (Castilla y León, España) que pertenece al municipio de San Cebrián de Campos.

## Situación
La localidad se encuentra en la comarca de Tierra de Campos.
Se accede a través de la carretera provincial PP-9831 que conecta la localidad de Amayuelas de Arriba (a 0,86 km) con la carretera autonómica P-983. Esta carretera conecta con las localidades cercanas de San Cebrián de Campos, donde se encuentra la casa consistorial del municipio, a 4 km y Amusco a casi 5 km.

## Antigua Universidad Rural y agroecología
Amayuelas de Abajo cuenta con albergue, viviendas de construcción en barro y paja y bioconstrucción por las que recibió reconocimiento del Comité Habitat Español de Naciones Unidas, huertos ecológicos, por haberse declarado lugar libre de agricultura o ganadería industrial, etc. Era un pueblo conocido por su trabajo y formación en soberanía alimentaria, cultivos locales, agricultura ecológica, oficios tradicionales y revalorización del conocimiento tradicional, ecología, construcción en barro, consumo responsable, pacifismo, etc. Los últimos viernes de cada mes habia charla-debate sobre diferentes temas con ponentes especializados en cada materia.

## Historia
En 1230, la Orden, acrecienta los activos destinados a sufragar los gastos del hospital comprando Amayuelas de Arriba a García Martínez de Gordaliza por 2000 maravedíes. Gonzalo Martínez de Ferreruela a su vez efectúa una donación aclarando que no solo que no pueda ser esta enajenada por la Orden, sino que exclusivamente sea destinada a fines hospitalarios.
En 1231, D. Alfonso Martínez y Don García Martínez, junto con sus esposas Doña Mari Roiz y Doña Alda, fundan en el Hospital de Villamartín un aniversario por su alma, la de sus padres y parientes entregando como compensación sus propiedades en Villasila, Villamelendro, Villanueva de Arriba, Villafría de la Peña, Amayuelas de Abajo y Villafolfo.
En 1588, el rey Felipe IV crea el título nobiliario del condado de las Amayuelas a favor de Bernardino Manrique de Lara y Barrientos, XVII señor de Amusco y VIII señor de las Amayuelas, regidor de Salamanca y conservador perpetuo de su Universidad. Bernardino Manrique de Lara era hijo de García Manrique de Lara, XVI señor de Amusco y VII señor de las Amayuelas (de Arriba y de Abajo), y de Francisca Nicostrata de Barrientos y Colona.Con Señor de las Amayuelas se hacía referencia tanto a las localidades de Amayuelas de Arriba como a Amayuelas de Abajo. Ambas localidades, dependían de Amusco, de donde los Manrique de Lara eran señores, mientras que actualmente Amayuelas de Arriba es municipio propio y Amayuelas de Abajo es una pedanía de San Cebrián de Campos.
A la caída del Antiguo Régimen la localidad se constituye en municipio constitucional, que en el censo de 1842 contaba con 38 hogares y 198 vecinos.

### SigloXIX
Así se describe a Amayuelas de Abajo en la página 263 del tomo II del Diccionario geográfico-estadístico-histórico de España y sus posesiones de Ultramar, obra impulsada por Pascual Madoz a mediados del siglo XIX:

AMAYUELAS DE ABAJO

Villa con ayuntamiento en la provincia, administración de rentas y diócesis de Palencia (4 leguas), partido judicial de Astudillo (3 1/2), audiencia territorial y capitanía general de Valladolid (12).
Situada en un llano al N del canal de Castilla, el cual se atraviesa por un puente de un solo y magnífico arco. La combaten todos los vientos, su cielo es alegre y despejado, ofreciendo la vista más deliciosa, porque desde este punto se descubren muchos pueblos con sus arbolados; la hermosa fábrica harinera de Calahorra, con su casa-fonda para los viajeros; y las pintorescas huertas del ex priorato de Santa Cruz de Premostratenses. El clima, en general saludable, es algo propenso a calenturas, tercianas y cuartanas, por la proximidad del expresado canal, que solo dista de la villa 2000 pasos.
Tiene 44 casas de un solo piso distribuidas en varias calles sin empedrar, pero cómodas por estar en un declive casi imperceptible, y una pequeña plaza. Hay también una escuela de primeras letras pagada por los padres de los 33 niños que de ambas Amayuelas concurren a la misma, y una iglesia parroquial bajo la advocación de San Vicente Mártir, servida por un cura y un beneficiado. El edificio, situado al S de la población, es de arquitectura gótica, tiene 3 naves y un hermoso coro sostenido por 2 columnas de jaspe. Contiguo a la villa hay un pilón de buenas y abundantes aguas, las cuales aprovechan los vecinos para surtido de sus casas y abrevadero de los ganados.
Confina el término por N con el de Revenga (1/4 de hora), por E con el de Amayuelas de Arriba (1/4), por S con el de Amusco (3/4), y por O con el de San Cebrián de Campos (1/3).
El terreno aunque de secano es bastante fértil; hay en él algunos lagos considerables donde se pescan tencas con abundancia. Abraza unas 1500 obradas de cultivo y 900 cuartas plantadas de viña.
Los caminos son de pueblo a pueblo, los más de herradura y algunos para carros.

Producciones: mucho y buen trigo, cebada, avena y legumbres, y gran cantidad de vino, aunque de calidad inferior; cría ganado lanar y cabrío, y el vacuno y mular necesario para la labranza.

### SigloXX
Amayuelas de Abajo fue municipio independiente hasta 1972. En aquel año se decretó su anexión al municipio de San Cebrián de Campos.

## Demografía
| Gráfica de evolución demográfica de Amayuelas de Abajo entre 1842 y 1970 |
| |
| Población de derecho según los censos de población del INE. Población de hecho según los censos de población del INE.En 1972 este municipio desaparece porque se integra en el municipio San Cebrián de Campos. |

## Patrimonio
- Iglesia de San Vicente Mártir

## Patrimonio inmaterial
- San Vicente (enero).
- Desde el año 2014 se realiza un festival el último fin de semana de mayo llamado Semilla Rock.